# Manuela Alonso Salt
Manuela Alonso Salt (Castellón), también conocida por Manoli Alonso, es una atleta española, primera mujer entrenadora, seleccionadora nacional de atletismo y profesora de la Universidad Jaume I (UJI) de Castellón.

## Biografía
Manoli Alonso tiene una vida dedicada al deporte, ha sido atleta de competición, y ha desarrollado una profesión volcada en la actividad física y el estudio del deporte. Es licenciada en Ciencias de la Educación Física y el Deporte por la Universidad Autónoma de Barcelona, con el posgrado en "Movimiento Humano: Valoración y Facilitación de la Actividad Física" por la Universidad de Valencia. 

## Trayectoria

### Entrenadora
Manoli Alonso comenzó en 1992 a entrenar en el club Club de Atletismo Playas de Castellón donde se encargó de las Pruebas combinadas, disciplina deportiva en la que los chicos compiten en decatlón y las chicas en heptatlón, donde ha colaborado a posicionar al club dentro de los grandes del atletismo.
En su trabajo como entrenadora ha aplicado una visión holística al entrenamiento de las y los atletas, ha incorporado a su preparación física el aspecto y cuidado emocional.   

La entrenadora Manoli Alonso opina que: «Es una parte fundamental. Uno puede estar mejor o peor, pero las cosas se pueden complicar y ahí necesitas que la gente note el apoyo del grupo. Hay que intentar que la gente venga a entrenar con ganas de superar los problemas. Esto es demasiado exigente como para tener grietas en los grupos de trabajo». Es la responsable nacional de Pruebas Combinadas de la Real Federación Española de Atletismo (RFEA) y entrenadora personal de varios atletas internacionales en esta disciplina.

Es profesora de los cursos de Entrenador Nacional de la Real Federación Española de Atletismo (RFEA), ha participado en foros, encuentros y jornadas sobre atletismo, analizando y estudiando para lograr una mejor relación entre el deporte y los atletas, como por ejemplo las celebradas sobre el presente y futuro de las categorías menores en el atletismo, enmarcadas en el Programa Nacional de Tecnificación Deportiva que promueve el Consejo Superior de Deportes.
Ha participado como ponente en diferentes ediciones del Congreso Internacional de carreras e montaña, con las ponencias: "Entrenamiento de la fuerza en el Corredor de Montaña" en el 2016. 
Manoli Alonso es Coordinadora del Comité de entrenadoras de la Real Federación Española de Atletismo (RFEA) e integrante del Comité Técnico de Atletismo, en el que también, es colaboradora-asesora de este sector dentro del Comité Técnico de la RFEA.
Forma parte como entrenadora del Proyecto FER. El Proyecto FER es un programa integral que pretende reunir y atraer a deportistas y entrenadores valencianos, proporcionar recursos para mejorar sus conocimientos y formación, está impulsado por la Fundación Trinidad Alfonso.
Manoli Alonso ha sido la primera mujer entrenadora de atletismo y la primera seleccionadora nacional, por lo tanto ha tenido muy presente la situación de las mujeres en el mundo de deporte, tanto en lo referente a las atletas como en el de las entrenadoras, así habla de la igualdad en el deporte y del rol social aplicado a las entrenadoras:

En el mundo del atletismo, opina: En estos momentos podemos hablar de igualdad. La federación española no tiene diferencias a la hora de promocionar o de potenciar desde el deporte base. A nivel de resultados, prácticamente se están llevando expediciones a competiciones internacionales con menos diferencia de porcentajes entre hombres y mujeres. Lo que falla realmente y fuera de las pistas es un problema social

Pero del mundo de las entrenadoras, Manoli Alonso opina: cuando hablamos de mujeres entrenadoras y de roles: «Tenemos mucho que hacer en clave preparadoras. En la federación se ha creado un espacio para el control de la acción de la mujer en el trabajo como entrenadora y estamos solo entre un 8 y un 10% de mujeres. Aquí juega un papel importante el rol social. El trabajo de entrenador empieza en el tiempo libre y llega un momento en el que el tiempo libre de la mujer, en gran medida, cambia hacia la familia».

Ha participado en diferentes foros nacionales e internacionales como ponente, como coordinadora y como organizadora, así por ejemplo el Foro Mujer Entrenadora dentro del programa: Mujer y Atletismo del Consejo Superior de Deportes (CSD).

### Docente
Profesora titular de la Universidad Jaume (UJI) de Castellón, donde imparte las asignaturas de El Desarrollo Motriz. Salud y Crecimiento y Fundamentos de la Acción Motriz, además de la docencia ha participado en publicaciones, investigaciones y congresos relacionados con su campo de estudio.

## Premios y reconocimientos
- Mejor Entrenadora Revelación en 2015
- En 2018 recibió el Coach Awards, el premio de la federación europea de atletismo.[18]
- En 2017 Recibió el Premio "Women Leadership Awards" otorgado por la European Atletics, en el curso del congreso de la European Athletics celebrado en Vilnius (Lituania). Este galardón es un reconocimiento a la contribución al liderazgo de la mujer en el mundo del atletismo.[19][20]
- En 2017 recibió una Mención especial por parte de la Federación de Atletismo de la Comunidad Valenciana (FACV).[21][22]